# Laboulbenia acupalpi
Laboulbenia acupalpi Speg. – gatunek grzybów z rzędu owadorostowców (Laboulbeniales). Pasożyt owadów.

## Systematyka i nazewnictwo
Pozycja w klasyfikacji według Index Fungorum: Laboulbenia, Laboulbeniaceae, Laboulbeniales, Laboulbeniomycetidae, Laboulbeniomycetes, Pezizomycotina, Ascomycota, Fungi.
Gatunek ten po raz pierwszy opisał Carlo Luigi Spegazzini w 1915 r.
Synonim: Laboulbenia acupalpi f. cyptotheca Speg. 1917.

## Charakterystyka
Grzyb entomopatogeniczny, pasożyt zewnętrzny owadów. Notowany na chrząszczach (Coleoptera) z rodziny biegaczowatych (Carabidae) i rodzaju Acupalpus. Nie powoduje ich śmierci i wyrządza im niewielkie szkody.